# Сельское поселение «Зеренское»
Се́льское поселе́ние «Зеренское» — муниципальное образование в Газимуро-Заводском районе Забайкальского края Российской Федерации.
Административный центр — село Зерен.

## История
Статус и границы сельского поселения установлены Законом Читинской области от 19 мая 2004 года «Об установлении границ, наименований вновь образованных муниципальных образований и наделении их статусом сельского, городского поселения в Читинской области».

## Население
| 2010 | 2011 | 2012 | 2013 | 2014 | 2015 | 2016 |
| ---- | ---- | ---- | ---- | ---- | ---- | ---- |
| 229  | ↘228 | ↘220 | ↗224 | ↗230 | ↗237 | ↘233 |
| 2017 | 2018 | 2019 | 2020 | 2021 |      |      |
| ↘228 | ↘225 | ↗228 | ↘227 | ↘220 |      |      |

## Состав сельского поселения
| № | Населённый пункт | Тип населённого пункта       | Население |
| - | ---------------- | ---------------------------- | --------- |
| 1 | Зерен            | село, административный центр | ↘226      |
| 2 | Хайкан           | село                         | ↘1        |